# Liste der Biografien/Herw
Liste der Biografien |
Portal Biografien |
Personensuche
# |
A |
B |
C |
D |
E |
F |
G |
H |
I |
J |
K |
L |
M |
N |
O |
P |
Q |
R |
S |
T |
U |
V |
W |
X |
Y |
Z |
?
 
Ha |
Hd |
He |
Hi |
Hj |
Hk |
Hl |
Hm |
Hn |
Ho |
Hr |
Hs |
Ht |
Hu |
Hv |
Hw |
Hy
 
Hea |
Heb |
Hec |
Hed |
Hee |
Hef |
Heg |
Heh |
Hei |
Hej |
Hek |
Hel |
Hem |
Hen |
Heo |
Hep |
Heq |
Her |
Hes |
Het |
Heu |
Hev |
Hew |
Hex |
Hey |
Hez
 
Hera |
Herb |
Herc |
Herd |
Here |
Herf |
Herg |
Herh |
Heri |
Herj |
Herk |
Herl |
Herm |
Hern |
Hero |
Herp |
Herq |
Herr |
Hers |
Hert |
Heru |
Herv |
Herw |
Herx |
Hery |
Herz
Die Liste der Biografien führt alle Personen auf, die in der deutschsprachigen Wikipedia einen Artikel haben. Dieses ist eine Teilliste mit 55 Einträgen von Personen, deren Namen mit den Buchstaben „Herw“ beginnt.

## Herw

### Herwa
- Herwagen, Johann (* 1497), Buchdrucker und Verleger in Strassburg und Basel
- Herwald, Hans Joachim (* 1944), deutscher Hörspielproduzent und Tontechniker
- Herwart, Christoph (1464–1529), Augsburger Kaufmann
- Herwarth von Bittenfeld, Anton von (1841–1923), preußischer General der Infanterie
- Herwarth von Bittenfeld, Eberhard der Ältere (1753–1833), preußischer Generalmajor
- Herwarth von Bittenfeld, Friedrich (1802–1884), preußischer General der Infanterie
- Herwarth von Bittenfeld, Hans (1887–1970), deutscher Politiker (GB/BHE, CDU), MdL
- Herwarth von Bittenfeld, Hans Paulus (1800–1881), preußischer General der Infanterie
- Herwarth von Bittenfeld, Hans-Heinrich (1904–1999), deutscher Diplomat und Autor
- Herwarth von Bittenfeld, Johann Friedrich (1696–1757), preußischer Oberst, Kommandeur des Infanterieregiments Nr. 41
- Herwarth von Bittenfeld, Richard (1829–1899), preußischer Offizier und Landrat
- Herwarth von Bittenfeld-Honigmann, Annemarie (1905–1982), deutsche Skirennläuferin
- Herwarth, Hans-Wolfgang von (1871–1942), deutscher Oberst, Militärattaché, Publizist und Ministerialbeamter
- Herwarth, Philibert d’ (1644–1721), französisch-britischer Diplomat
- Herwarthel, Johann Kaspar (1675–1720), deutscher Barock-Baumeister
- Herwartz, Christian (1943–2022), deutscher römisch-katholischer Priester und Autor

### Herwe
- Herweg, Claudia (* 1966), deutsche Tischtennisspielerin und -funktionärin
- Herweg, Dshay (* 1976), deutscher American-Football-Spieler
- Herweg, Julius (1879–1936), deutscher Physiker und Hochschullehrer
- Herweg, Mathias (* 1971), deutscher Germanist
- Herwegen, Ildefons (1874–1946), deutscher Mönch und Historiker
- Herwegen, Leo (1886–1972), deutscher Politiker (CDU), MdV und Minister in Sachsen-Anhalt
- Herwegen, Peter (1814–1893), deutscher Zeichner, Maler und Lithograf
- Herwegh, Emma (1817–1904), deutsche Revolutionärin und Vorkämpferin der FrauenrechtsbewegungEmma Herwegh (1817–1904)
- Herwegh, Evelyn (* 1961), deutsche Ruderin

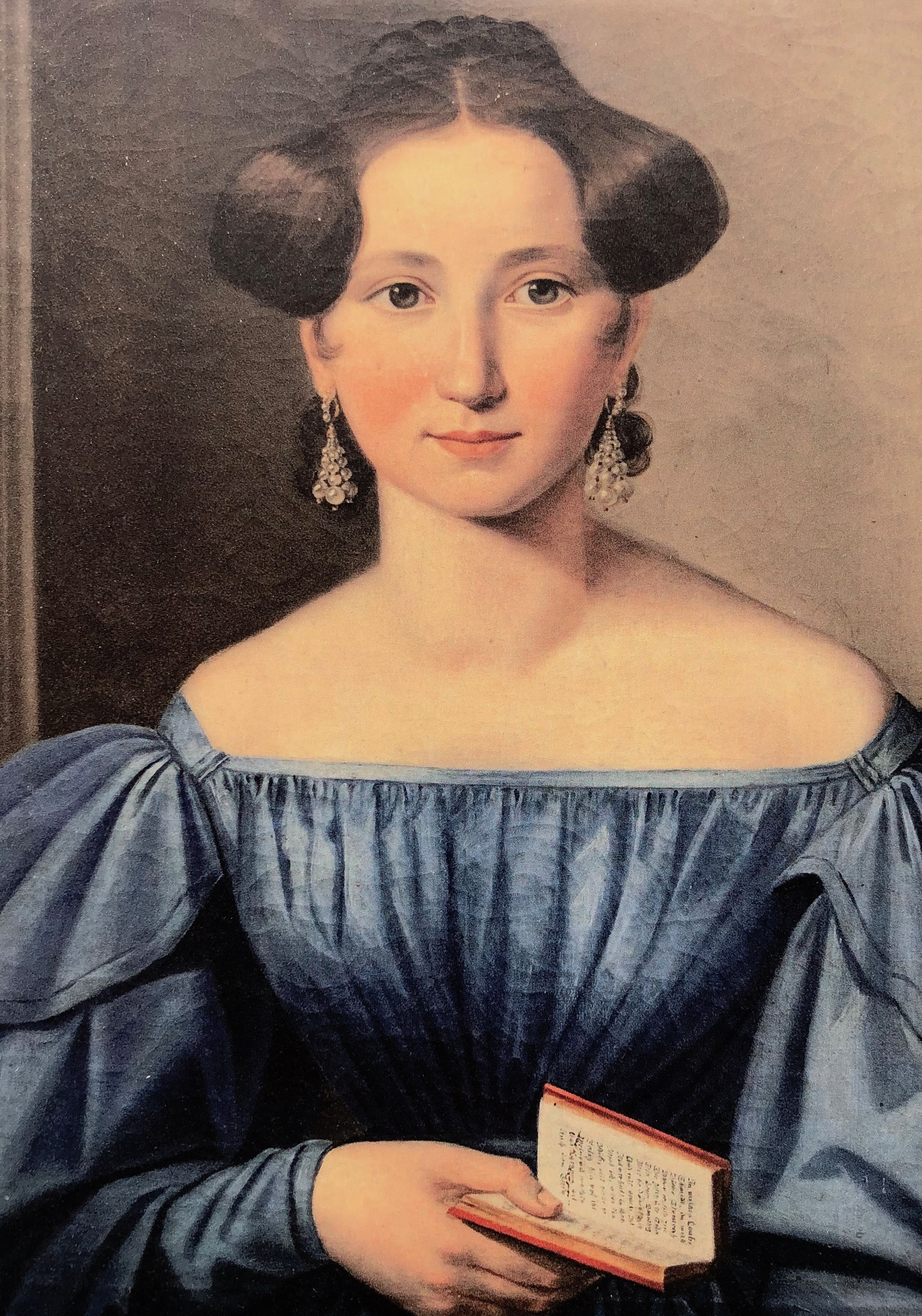
Emma Herwegh (1817–1904)

- Herwegh, Georg (1817–1875), revolutionärer deutscher Dichter
- Herwegh, Horace (1843–1901), deutsch-schweizerisch-französischer Ingenieur
- Herwerden, Henrik van (1831–1910), niederländischer Klassischer Philologe
- Herwerden, Marie Anne van (1874–1934), niederländische Medizinerin und Hochschullehrerin
- Herwerth, Maximilian (* 2006), deutscher Fußballspieler

### Herwi
- Herwig von Meißen († 1119), Bischof von Meißen
- Herwig, Adalbert (1901–1961), deutscher Politiker (NSDAP), MdR
- Herwig, Carl (1802–1863), deutscher Jurist, Kreisamtmann
- Herwig, Christian Philipp (1738–1781), deutscher Mediziner, Physicus in Waldenburg und Rat des Fürsten von Hohenlohe und Waldenburg
- Herwig, Conrad (* 1959), US-amerikanischer Jazz-Posaunist
- Herwig, Curt († 1953), deutscher Bühnenbildner, Schauspieler, Spielleiter und Intendant
- Herwig, Franz (1880–1931), deutscher Schriftsteller und Kritiker
- Herwig, Friedrich (1856–1920), deutscher Gymnasialprofessor und Politiker (NLP), MdR
- Herwig, Friedrich Christian (1797–1871), Politiker Freie Stadt Frankfurt
- Herwig, Hedda (1944–2015), deutsche Politikwissenschaftlerin
- Herwig, Henriette (* 1956), deutsche Germanistin
- Herwig, Holger H. (* 1941), kanadischer Militärhistoriker deutscher Abstammung
- Herwig, Karl (1816–1876), Bürgermeister und Mitglied der kurhessischen Ständeversammlung
- Herwig, Karl (1895–1967), Nazi-Kriegsverbrecher
- Herwig, Malte (* 1972), deutscher Journalist, Autor und Literaturkritiker
- Herwig, Malte (* 1992), deutscher Basketballspieler
- Herwig, Moritz (1870–1930), deutscher Unternehmer und Mitglied des Provinziallandtages der Provinz Hessen-Nassau
- Herwig, Oliver (* 1967), deutscher Moderator und Journalist
- Herwig, Otto (1852–1926), deutsch-schweizerischer MedizinerOtto Herwig (1852–1926)

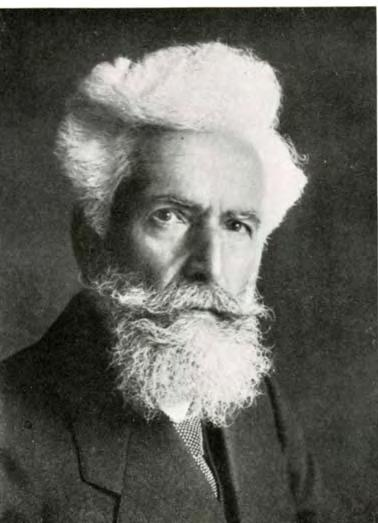
Otto Herwig (1852–1926)

- Herwig, Paul (* 1970), deutscher Schauspieler
- Herwig, Siegfried (1871–1933), Landtagsabgeordneter Waldeck
- Herwig, Theodor (1768–1827), deutscher Pfarrer und Politiker
- Herwig, Ursula (* 1935), deutsche Schauspielerin und Synchronsprecherin
- Herwig, Walther (1838–1912), preußischer Verwaltungsjurist, Doyen der deutschen Hochseefischerei und Begründer der deutschen Meeresforschung
- Herwig-Lempp, Johannes (* 1957), deutscher Sozialarbeiter und Hochschullehrer